# رونالد بي شايفر
رونالد بي شايفر (بالإنجليزية: Ronald P. Schaefer)‏ هو لغوي أمريكي، ولد في 17 يونيو 1949 في مينيسوتا في الولايات المتحدة.